# Throwing Muses (album 1986)
Throwing Muses è il primo ed eponimo album in studio del gruppo alternative rock statunitense Throwing Muses, pubblicato nel 1986. Compare nel volume 1001 Albums You Must Hear Before You Die.

## Storia
Il gruppo venne formato nel 1984 da Kristin Hersh e dalla sua sorellastra Tanya Donelly, entrambe cantanti e chitarriste; dopo diversi cambiamenti di formazione il gruppo produsse in proprio e pubblicò un primo EP seguito, nel 1985, da una audiocassetta, che fecero conoscere il gruppo procurandogli un contratto in Inghilterra con la 4AD che pubblicò un primo LP nel 1986.

## Tracce
Tutte le canzoni sono scritte da Kristin Hersh tranne la seconda che è di Tanya Donelly.
1. Call Me – 3:59
2. Green – 3:04
3. Hate My Way – 4:06
4. Vicky's Box – 5:09
5. Rabbits Dying – 3:49
6. America (She Can't Say No) – 2:47
7. Fear – 2:45
8. Stand Up – 2:56
9. Soul Soldier – 5:10
10. Delicate Cutters – 3:53

## Formazione
- Kristin Hersh – chitarra, voce, sintetizzatore
- Tanya Donelly – chitarra, voce, percussioni
- Leslie Langston – basso
- David Narcizo – batteria, percussioni

## Pubblicazione e formati
| Formato  | Casa discografica        | Numero di catalogo          | Paese     | Anno |
| CD       | 4AD                      | CAD 607 CD                  | UK        | 1986 |
| LP       | 4AD                      | CAD 607                     | UK        | 1986 |
| Cassette | 4AD                      | CAD C 607                   | UK        | 1986 |
| LP       | 4AD, Virgin              | 4AD – 70491, Virgin – 70491 | Francia   | 1986 |
| LP       | 4AD                      | YX-7429                     | Giappone  | 1986 |
| CD       | 4AD                      | 33CY-1647                   | Giappone  | 1986 |
| Cassette | 4AD                      | CAD C 607                   | UK        | 1986 |
| CD       | 4AD                      | CAD 607 CD                  |           | 1986 |
| LP       | DG Discos                | DG-208                      | Argentina | 1987 |
| Cassette | DG Discos                | DGC-208                     | Argentina | 1987 |
| LP       | Grabaciones Accidentales | GA-246                      | Spagna    | 1988 |
| CD       | 4AD                      | COCY-6124                   | Giappone  | 1990 |
| CD       | 4AD                      | CAD 607 CD                  |           |      |